# Концерт (фільм, 2009)
«Концерт» (фр. Le concert) — кінофільм режисера Раду Міхайляну, вийшов на екрани у 2009 року. Він також був номінований на дві премії «Магрітт» у категоріях «Найкращий фільм у копродукції» та «Найкращий монтаж» за «Лудо Троха» у 2011 році, а також на «Найкращий іноземний фільм» на 68-й церемонії вручення премії «Золотий глобус».

## Зміст
Колись Андрій Філіппов був успішним диригентом оркестру Великого театру. Однак, на думку КДБ, ні він, ні музиканти оркестру не були гідні цієї великої сцени. Оркестр розпустили, музикантам відмовили в допуску до престижних залів. Минуло 30 років. Філіппов працює простим прибиральником. У його руки потрапляє факс із запрошенням оркестру Великого театру виступити в Парижі. Причому, як кажуть, «за все сплачено». Андрія відвідує авантюрна ідея — зібрати своїх старих музикантів і поїхати до Парижу під виглядом оркестру Великого театру. Адже колись вони були найкращими! За допомогою він звертається до кедебешника Івана Гаврилова, що чудово говорить французькою — на той час менеджера театру, який перекреслив усе творче життя Філіппова, а нині протирає штани, імітуючи діяльність компартії. Гаврилов приймає запрошення.

## Ролі
- Олексій Гуськов — Андрій Філіппов
- Дмитро Назаров — Олександр Гросман
- Мелані Лоран — Анн-Марі Жаке
- Франсуа Берлеан — Олів'є Дюплесси
- Міу-Міу — Гілена де ла Рів'єр
- Валерій Баринов — Іван Гаврилов
- Влад Іванов — Петро Третьякін
- Анна Каменкова — Ірина Філіппова
- Рамзі Бедіа

## Нагороди та номінації
- 2010 — дві премії «Сезар»: найкраща музика до фільму (Арман Амар), найкращий звук
- 2010 — чотири номінації на премію «Сезар»: найкращий фільм (Ален Атталь, Раду Міхайляну), найкращий режисер (Раду Міхайляну), найкращий оригінальний сценарій (Раду Міхайляну, Ален-Мішель Блан), найкращий монтаж (Лудо Трох)
- 2011 — номінація на премію «Золотий глобус» за найкращий фільм іноземною мовою